# Liberal Alliance
Liberal Alliance (Nederlands: Liberale Alliantie; lettersymbool I) is een Deense liberale politieke partij. De alliantie is in 2007 opgericht als Ny Alliance (Nederlands: Nieuwe Alliantie), maar draagt sinds 2008 Liberal Alliance als naam.
Bij de laatste Deense parlementsverkiezingen (2022) behaalde de Liberale Alliantie 14 zetels (7,9%), wat een winst van tien zetels betekende ten opzichte van de vorige verkiezingen.

## Beginjaren
De Liberal Alliance zag als Ny Alliance het levenslicht op 7 mei 2007. Twee voormalige leden van Det Radikale Venstre, Anders Samuelsen en Naser Khader, en een voormalig conservatief politica, Gitte Seeberg, stichtten samen een nieuwe partij. Enerzijds keerde men zich tegen de invloed die de rechtse Dansk Folkeparti uitoefende (in het bijzonder op het gebied van asiel- en immigratiebeleid) op het liberaal-conservatieve kabinet van Anders Fogh Rasmussen; anderzijds tegen de positie van de radicalen als lid van de toenmalige centrumlinkse oppositie. De partij wilde uitgroeien tot een centrumpartij die het beste van sociaalliberalisme (uitgedragen door Det Radikale Venstre) en conservatisme (ideologie van Det Konservative Folkeparti) zou verenigen. Zo ontstond een vorm van compassionate conservatism (die ook aan de conservatives in het Verenigd Koninkrijk wordt toegeschreven). Gitte Seeberg zorgde voor een sociale inbreng in het partijprogramma.

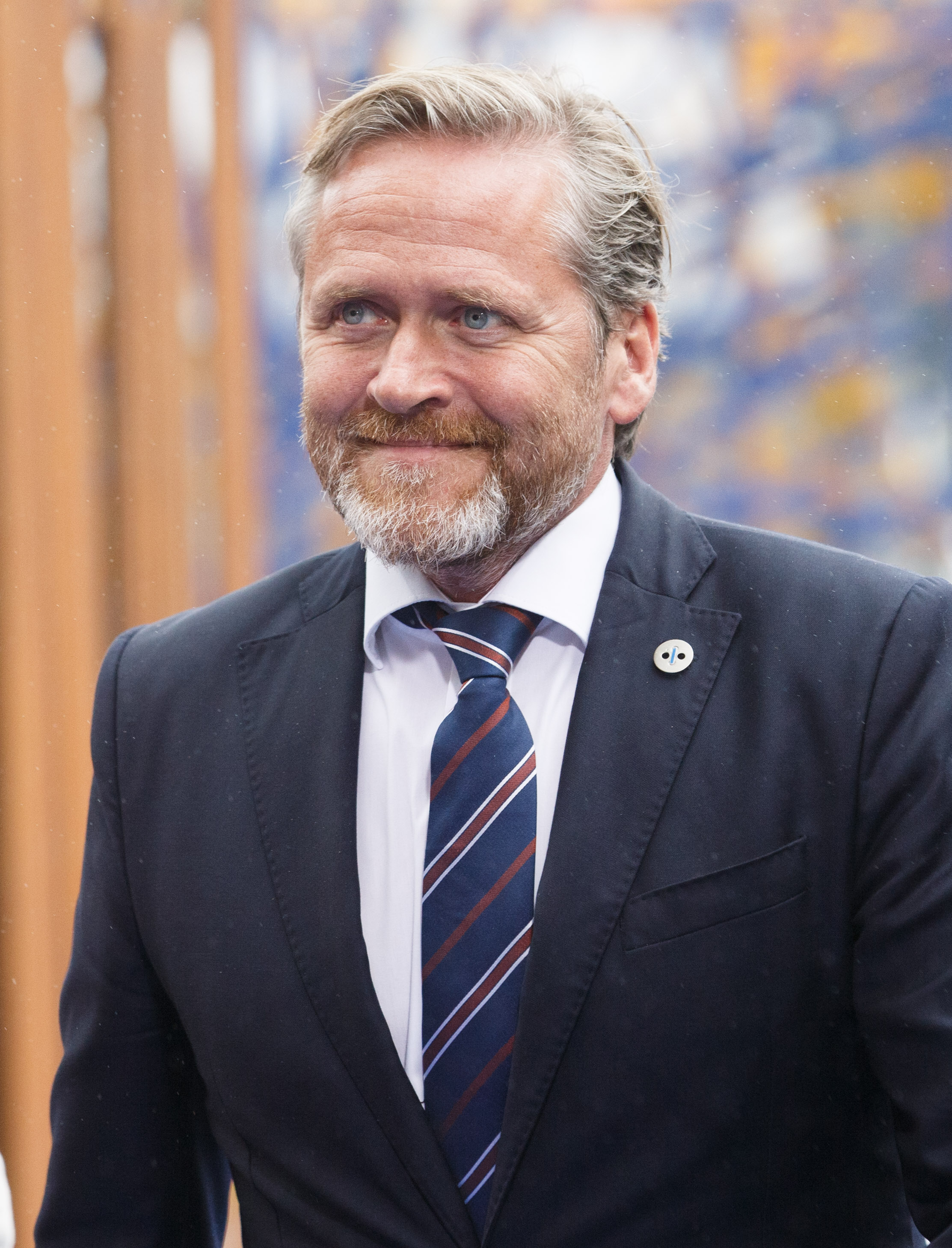
Medestichter en voormalig partijleider Anders Samuelsen.

Opiniepeilingen gaven aan dat de partij bij de parlementsverkiezingen van 2007 meteen op enige aanhang kon bogen. Enkele ongelukkige voorvallen en onduidelijkheid over de partijlijn, deden de partij uiteindelijk afklokken op (slechts) 2,8% van de stemmen en vijf parlementszetels.
Binnen de nog jonge partij staken vrijwel onmiddellijk meningsverschillen de kop op. Medeoprichtster Gitte Seeberg verliet de partij al in 2008 uit onvrede met het standpunt ten opzichte van de Dansk Folkeparti. Met Seeberg verdween meteen het sociale element uit de Liberale Alliantie. De partij besloot daarop een meer klassiek, economisch-liberale koers te varen. In die context moest de naamswijziging tot Liberal Alliance geplaatst worden. Later werden Malou Aamund en Jørgen Poulsen uit de Folketingsfractie gezet. Andermaal ontstond onenigheid, ditmaal tussen Samuelsen en Khader. Na het vertrek (5 januari 2009) van Khader (die daarna onderdak vond bij de Konservative), kon Samuelsen volop inzetten op een klassiek-liberaal programma.
Onder leiding van Samuelsen boekte de Liberal Alliance zowel bij de Deense verkiezingen van 2011 als die van 2015 vier zetels winst, waarmee de partij uitkwam op 13 zetels. Tussen 2016 en 2019 droeg Liberal Alliance regeringsverantwoordelijkheid in een coalitiekabinet onder leiding van premier Lars Løkke Rasmussen (Venstre). Bij de Deense verkiezingen van 2019 kreeg de partij echter een gevoelige dreun door negen van haar dertien zetels te verliezen. De partij verdween daarmee opnieuw in de oppositie. Samuelsen verloor het vertrouwen van de partijleden en stapte na ruim tien jaar op als partijleider. Hij werd opgevolgd door Alex Vanopslagh, die de partij bij de verkiezingen van 2022 terugbracht naar 14 zetels.

## Standpunten
Aanvankelijk betrachtte de toenmalige Ny Alliance een centrumpartij te worden die het midden tussen sociaalliberalisme en conservatisme houdt. Het vertrek van Gitte Seeberg en vervolgens van Naser Khader deed de partij, onder leiding van Anders Samuelsen, echter opschuiven naar rechts en in de richting van het economisch liberalisme. Sommige analisten beschouwden de partij als een partij die heel nauw aanleunt bij de politieke denkbeelden van de gemiddelde Deen. Henrik Qvortrup, voormalig strateeg van premier Anders Fogh Rasmussen, drukte zich als volgt uit toen hij het partijprogramma overschouwde: “These are Mr en Mrs Denmark’s point of views” (“Dit zijn de standpunten van mr. en mevr. Denemarken”).
Belastingen zijn een belangrijk punt in het programma van de Alliantie, net als een realistisch immigratie- en een humaan vluchtelingenbeleid. De partij positioneert zich pro-Europese Unie. De Liberal Alliance is van oordeel dat holebikoppels binnen de Deense Volkskerk dezelfde huwelijksrechten verdienen als heterokoppels.

## Partijleiders
- Naser Khader (2007–2009)
- Anders Samuelsen (2009–2019)
- Alex Vanopslagh (sinds 2019)